# Filológia
A filológia egy nyelv szövegeivel való tudományos foglalkozás megnevezése. A szó görög eredetű: a nyelv/beszéd (logosz) és a szeretet (filo-) szavak összetételéből származik.
A filológia, valamint a filológusok feladata, hogy a szövegeket a lehető legjobb rendben hagyományozzák a következő korokra. Az irodalmi műveket komplex módszerrel tanulmányozza, megfelelő szövegkritikai apparátus igénybevételével. A tudományág eredményeit befolyásolja az adott kor, és az ideológiai irányzatok.

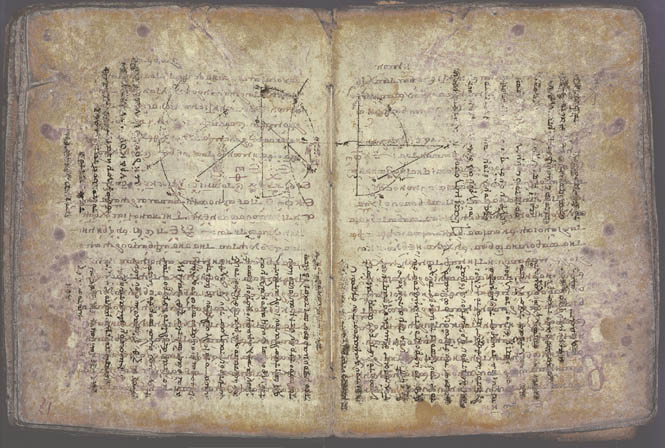
Az Arkhimédész-palimpszeszt kódex

A szöveg corpusát vizsgálja. Ez a feldolgozandó forrásanyag, a szövegek összessége. A filológia a szöveg hagyományrendjét elsősorban a források vizsgálatával alkotja meg. Ezen források típusai:
- Textológia: a szövegtudomány különböző elveire támaszkodik. Gyakorlati vonatkozású; kiterjesztő szemléletű.
- Dokumentumtípusok: (kéziratos vagy nyomtatott)
Kódex: kézzel írott könyv (1500-ig, utána keletkezett a kötetes kézirat). Scriptoriumban készültek (kancellária vagy kolostor), másolásukat a scriptorok végezték. A dictator diktálta a szöveget, ha egyszerre több példány is készült. A rubricator végezte a javításokat, és egyes részeket vörös színnel emelt ki. Az illuminátor illusztrációkat készített, majd a miniátor művészi rajzokkal egészítette ki munkáját.
A kódexnek nincs címlapja és lapszámozása. Inplicittel és explicittel (kezdő-és záró sorral) azonosítják.
Köteles kézirat: originalis (eredeti), autographum, ha a szerző kezétől származik.

Áttörésnek számított a könyvnyomtatás megjelenése, elterjedése (Gutenberg 42 soros Bibliája, 1455-56), a 15. század közepén dolgozták ki a szedésnyomás technikáját. Fázisai:
- betűkészlet kiöntése ólomból, ebből rakják ki a szöveget.
- A hibalehetőségek nagy száma miatt próbanyomást végeztek.
- Korrektúrát készítettek, kijavították a szedés során felbukkanó hibákat és elkészítették a végleges változatot.
- Ha a hibákat még a kötés előtt észrevették, akkor hibajegyzéket (korrigendát) fűztek a könyvhöz.

Az emberi nyelv tudományos módszerekkel történő szisztematikus vizsgálata a 19. században kezdődött meg filológia néven, módszerei a legrégebbi nyelvek (szanszkrit, héber, ógörög, latin) öröksége és az európai kultúra szent szövegeinek tanulmányozásával fejlődött ki. A 20. század elejére az egységes nyelv- és irodalomtudomány egyre inkább specializálódott, önálló nyelvtudomány és irodalomtudomány lett belőle, korszakonként és nyelvenként, nyelvcsoportonként elkülönülő filológia, az ókori filológia pedig a klasszika-filológia (még később, az orientalisztikával kiegészülve az ókortudomány) nevet vette fel.
A filológiai munka fókuszában a tanulmányozott mű, annak nyelve, szókincse, mondanivalója vagy üzenete áll. Munkájuk során a konkrét cél a művek elemzése, bemutatása és kommentárokkal, annotációkkal való ellátása. A szövegfordítás, szövegértelmezés és szövegkritika is része a munkának, amely kritikai szövegkiadásokban csúcsosodik ki.
A filológus munkamódszere mai, adatfeldolgozási szemmel nézve abból áll, hogy a lefordítandó szöveg kapcsán különböző értelmezéseket, magyarázatokat fűz az eredeti szöveghez, amelyeket igyekszik a történelmi ismereteinek összefüggésében maradéktalanul feltárni, beleértve a szövegben nem definiált (nevekre, szavakra, személyekre, eseményekre, már letűnt kulturális elemekre stb. való) esetleges hivatkozásait és célzásait, mint szövegen kívüli elemekre.
A múltban a filológus a gondolatait kulcsszavakkal ellátott cédulákra írta, és azokat dobozokba, elválasztó lapok mögé (esetleg ábécé , vagy címek, témák szerinti) sorrendbe szervezve bővítette a gyűjteményét, rendezte át a fogalmazás, a terjedelem fejlődési igényei szerint. Az anyagban való nemlineáris olvasás megkönnyítésére tárgy-, név- és egyéb mutatókat (indexeket), kereszthivatkozásokat (vesd össze, lásd még, idézett mű, ugyanott stb.), valamint a lap alján szereplő apró betűs lábjegyzeteket alkalmaztak a szöveg tagolására, „manuális hipertextként” olvasható megszerkesztésére.
Könyvészeti, bibliográfiai adatok (címadatok) egy adott műről, melyek segítik a régi és a mai kor filológusait a tájékozódásban:
-címadatok: a szerző (auktor) neve vagy nevei
-a könyv címe (titulusa), ha egy sorozat részét képezi az adott mű, akkor a sorozat megnevezése
-fordító, szerkesztő, sajtó alá rendező,
-kiadó
-megjelenés helye, ideje
-ISBN-szám (international standard book number)
-ISSN-szám (ha sorozatról van szó, például folyóiratoknál csak ilyet találunk)
-impresszum adatok: nyomda neve, nyomtatástechnikai adatok stb.
Míg korábban a filológusnak el kellett mennie a tanulmányozandó szövegekért, vagy hosszadalmas úton be kellett azokat szerezni, a mai filológiai munka otthon is végezhető, és az egy helyre hordás energiáját, munkáját meg lehet takarítani erre alkalmas szoftverek vagy weblapok használatával.

## Példa
A filológia a szövegek szeretetén túl azok mélyebb jelentésének megfejtésével is foglalkozik abból a feltételezésből kiindulva, hogy egy adott szöveg értelmezése, átírása ahhoz közelebb vezet. A nyelv változásai (de nem a mögötte meghúzódó változatlan jellegű gazdasági események) miatt azonban például egy kb. 150 évvel ezelőtt írt magyar gazdasági szöveg „megfejtése” komoly agytornát igényel, de nem mindennapi szórakoztató feladat is.
„VILÁGOSÍTÁS
251.§. Társaság intézetinek (regula societatis) nevezzük a' számvetésnek azt a' módját, mely által kinekkinek, az őtet igassággal illető részét, nyereségét vagy kárát, szeresen szoktuk elosztani. – Így nevezik azt azért, mert rend szerint társaságok' vagy több emberek' dolgaiban vesszük hasznát, mikor azok közt valamit vagy hasznokra vagy fogyatkozásokra, mindenkor ugyanazon fajta, de különböző mértékű állapotjokhoz szabva, szeresen osztunkel.
FELTÉTEL
252. §. A' társaság intézetin a ' szeres részeket kikeresni.
Megfejtés
A társaságbeli személlyeknek vagy dolgoknak a' feltételben kifejezett tulajdon értékeit, vagy akarmi fajta előadott állapotjok' jeleit, mellyek magánosan mindeniknek a' maga részét, summáson pedig az egész elosztandó mennyiséget szeresen mérséklik, eggyüve számlálom, és akkor íllyen szert formálok: A' mint van a' summába szedett egész tehetség, vagy állapotjel, egyiknek a tehettséghez vagy állapotját kifejező tulajdon részéhez: úgy van az egész elosztandó, haszon vagy kár, nyereség vagy veszteség, ugyanannak a ' társnak a' részéhez, nyereségéhez vagy veszteségéhez. Illyen szert formálok annyit, a' mennyi személy vagy dolog, egy szóval osztozó, abban a' feltételbeli társaságban előfordúl: a' negyedik szertag lesz kinekkinek az őtet illető része.”

## Magyar filológiai műhelyek
- Filológiai Közlöny, folyóirat, 1955. márciustól jelenik meg.
- Modern Filológiai Társaság, a Magyar Tudományos Akadémia keretei között működik.
- Bollók János Klasszika-filológia és Orientalisztika Műhely, az ELTE Eötvös Collegiumának keretei között működik.
- Kulcsár Szabó Ernő iskolája, az ELTE bölcsészkarának keretei között működik.
- Debreceni filológiai iskola, a hetvenes években a KLTE magyar tanszékéhez kötődve indult, folyóirata a Studia Litteraria.
- Többek között német nyelvű (főleg Magyarországon fellelhető) kéziratokkal foglalkozik az ELTE Eötvös Collegiumának német műhelye. Konferenciák: Quelle und Deutung I–IV.